# I'm Ready (Tevin Campbell)
I'm Ready è il secondo album in studio del cantante statunitense Tevin Campbell, pubblicato nel 1993.

## Tracce
1. Can We Talk – 4:44 (Babyface, Daryl Simmons)
2. Don't Say Goodbye Girl – 4:30 (Burt Bacharach, Sally Jo Dakota, Narada Michael Walden)
3. Interlude – 0:13
4. The Halls Of Desire – 4:36 (Prince)
5. I'm Ready – 4:45 (Babyface)
6. What Do I Say – 4:55 (Dakota, Johnny Gill, Walden)
7. Uncle Sam – 3:57 (Prince, Paula Sherield)
8. Interlude – 0:29
9. Paris1798430 – 3:37 (Prince)
10. Always In My Heart – 5:40 (Babyface, Simmons)
11. Interlude – 0:09
12. Shhh – 4:55 (Prince)
13. Brown Eyed Girl – 3:48 (Campbell, Dakota, Walden)
14. Infant Child – 2:42 (Walden)